# Bossa-nova
bossa-nova – drugi album grupy gdyńskiej Łyczacza wydany w czerwcu 2009 roku przez MTJ pod numerem katalogowym 10881. Znajdują się tu zremasterowane wcześniejsze utwory zespołu oraz 3 nowe kompozycje.

## Lista utworów
1. Przytul i do siebie weź
2. Tristeza
3. W twoim sercu jest salsa
4. Latino '69
5. Ja i ty
6. Din di ri don
7. La la love
8. Blue sky
9. Serce w kolejce
10. Stary film
11. Din di ri don (Spanish version)
12. Największy mam do Ciebie żal
13. Ale
14. Tango for Maria H.

## Single
- 2009: Przytul i do siebie weź

## Muzycy
- Marta Kubaczyk – wokal,
- Maciek Łyszkiewicz – fortepian,
- Krzysiek Stachura – gitara,
- Maciek Dombrowski – perkusja,
- Tomek Przyborowicz – gitara basowa,
- Robert Dobrucki – saksofon,
- Tomek Pańków – trąbka